# Walter Corbo
Walter Luis Corbo Burmia (Montevideo, 2 maggio 1949) è un ex calciatore uruguaiano, di ruolo portiere.

## Carriera

### Club
Iniziò la sua carriera nel 1970 al Peñarol, dove cominciò come sostituto di Ladislao Mazurkiewicz ma alla fine della stagione Mazurkiewicz venne ceduto al Atlético Mineiro e così divenne il custode principale dei pali del Peñarol. Con il club uruguaiano riuscì a vincere solo trofei nazionali, infatti nella Coppa Libertadores riuscì a raggiungere solo le semifinali nel 1975.
Nel 1977, lasciò l'Uruguay per approdare in Brasile dove militò, dal 1977 al 1978 al Grêmio. Nel 1979 lasciò il Brasile per giocare con il San Lorenzo in Argentina fino al 1980 quando lasciò definitivamente il calcio giocato.

### Nazionale
Prese parte, insieme alla Nazionale di calcio dell'Uruguay, al campionato del mondo 1970 dove finì la competizione al quarto posto. Dato che il posto da titolare era occupato da Ladislao Mazurkiewicz, passò in panchina tutto il Mondiale come primo sostituto.
Con la Nazionale di calcio dell'Uruguay, Dall'8 febbraio 1971 al 9 giugno 1976, Corbo ha totalizzato 11 presenze subendo 21 gol.

## Palmarès

### Club

#### Competizioni nazionali
- Campionato uruguaiano: 3

Peñarol: 1973, 1974, 1975
- Campionato Gaúcho: 1

Grêmio: 1977